# Covercraft
Covercraft é o oitavo episódio da vigésima sexta temporada do seriado de animação de comédia de situação The Simpsons, sendo exibido originalmente na noite de 23 de novembro de 2014 pela Fox Broadcasting Company (FOX) nos Estados Unidos.
No episódio, Homer tem uma crise de meia-idade após o bar do Moe fechar e Moe fazer uma viagem com o rei Toot, e forma uma banda com alguns papais de Springfield. A banda recebe o nome de "Covercraft". Apesar do modesto sucesso inicial da banda, Apu torna-se uma estrela e "rouba" o show, saindo da banda.

## Enredo
Moe e o proprietário de uma loja de instrumentos musicais se envolvem em uma briga, onde a polícia é acionada, e ambos acabam sendo presos e, consequentemente, fecham seus negócios. Em plena crise de meia-idade, Homer compra uma guitarra baixo e começa a tocar em casa, na sua garagem. Irritada, Marge reúne-se com outras mulheres da cidade que também estão incomodadas com o barulho que seus maridos fazem quando tocam seus instrumentos. Elas decidem incentivar seus maridos a formar uma banda. Homer reúne Reverendo Lovejoy na guitarra, Kirk Van Houten no teclado, e Dr. Hibbert na bateria. Posteriormente, Apu junta-se a banda como o vocalista, após cantar uma canção clássica da banda "Sungazer". Após um show de sucesso da Covercraft no "Festival do Repolho", a banda Sungazer se impressiona com o desempenho de Apu e pede para ele ocupar a função de vocalista, que está vaga.
Homer começa a sentir ciúme e inveja de Apu, que está rico e muito famoso. Em um concerto da Sungazer em Springfield, Homer usa um passe para os bastidores, entra no camarim de Apu para roubar sua camisa especial. Porém, após Apu admitir que ele se sente solitário e com saudades de casa, Homer decide se vingar dos membros da Sungazer, envenenando-os com as salsichas do Kwik-E-Mart. Então, Apu traz a sua banda original, a Covercraft, para tocar no lugar da Sungazer, até que Homer e Apu são presos pelo Chefe Wiggum, acusados por intoxicação alimentar.
Durante os créditos, Homer, Apu, Moe e o proprietário da loja de instrumentos musicais ouvem uma história de Sammy Hagar na cadeia.

## Produção
O episódio foi escrito por Matt Selman e dirigido por Steven Dean Moore. Conta com duas estrelas convidadas: Sammy Hagar interpreta a si mesmo, e Willem Dafoe interpreta o dono do King Toot´s Music Store. O episódio seria inicialmente chamado de "Band of Dads".
Esse episódio também conta com a primeira aparição da família de Sideshow Mel na série. O músico Matthew Sweet contribuiu para o episódio escrevendo uma música.

## Recepção

### Audiência
O episódio foi visto em sua exibição original por 3,45 milhões de telespectadores, recebendo uma quota de 1,5/4 na demográfica de idades 18-49. Apresentou um decréscimo de 3,25 milhões de pessoas com relação aos dois episódios anteriores, Blazed and Confused e Simpsorama. O show foi o mais visto da FOX naquela noite.

### Crítica
Myles McNutt, do The A.V. Club deu o episódio uma classificação B-, dizendo: "Eu não sei se houve um determinado ponto onde Os Simpsons pararam de fazer histórias de tipo "B", ou se este é apenas um caso em que eles escolheram colocar toda a sua energia para histórias do tipo "A", mas a linearidade do episódio termina como uma oportunidade perdida."